# عديلة حمود
الدكتورة عديلة حمود حسين العبودي ؛ وزيرة الصحة في حكومة حيدر العبادي منذ سبتمبر 2014. وهي متزوجة وأم لولد، ولدت سنة 1967 في محافظة ميسان ورئيسة لجنة الصحة والبيئة في أول مجلس محافظة لمدينة ميسان بعد سقوط النظام وعضو مجلس نواب لثلاث دورات متتالية عن محافظة ميسان.
تبعها علاء عبد الصاحب العلوان

## السيرة الذاتية
عديلة حمود، وزيرة الصحة، بنت الشاعر الشعبي المعروف حمود العبودي، ولدت عام 1967. كانت عضو في مجلس النواب، لدورتين متتاليتين. وهي طبيبة، حاصلة على الدكتوراه في التوليد وأمراض النساء والعقم. اعتبرتها السفارة الأمريكية في الأردن إحدى النساء المتميزات في العلوم عام 2013. الدكتورة عديلة حمود حسين طبيبة حاصلة على دبلوم ودكتوراه في التوليد وامراض النساء والعقم.
متزوجة وأم لولد ولدت سنة 1967 لأبوين غير متعلمين كان جل اهتمامهم رفع ثمانية اولاد إلى أرقى المناصب العلمية على الرغم من الظروف الاجتماعية والقبائلية المتردية وخاصة ماتوجهه النساء آنذاك استطاعت عديلة الحصول على شهادة الطب.
وأجرت العديد من الدراسات على الأمراض التي ترافق الحمل وعن العقم وسرطان الثدي. أما فيما يخص النجاح المهني والعملي فقد أصبحت عديلة عضوا في مجلس النواب العراقي لدورتين متتاليتين حيث ان المرأة وصحة الطفل في المناطق الريفية كانت من أولويات الدكتورة عديلة.
تم ترشيحها لوزارة الصحة في عهد الدكتور حيدر العبادي وحصلت على تزكية البرلمان.